# Хлапичина
Хлапичина је насељено место у саставу града Мурског Средишћа у Међимурској жупанији, Хрватска. До територијалне реорганизације у Хрватској налазила се у саставу старе општине Чаковец.

## Становништво
На попису становништва 2011. године, Хлапичина је имала 676 становника.

## Попис1991.
На попису становништва 1991. године, насељено место Хлапичина је имало 832 становника, следећег националног састава:
| Попис 1991.‍  | Попис 1991.‍  | Попис 1991.‍ | Попис 1991.‍ | Попис 1991.‍ |
| ------------ | ------------ | ----------- | ----------- | ----------- |
|              |              |             |             |             |
| Хрвати       | Хрвати       |             | 803         | 96,51%      |
| Словенци     | Словенци     |             | 16          | 1,92%       |
| Мађари       | Мађари       |             | 2           | 0,24%       |
| Албанци      | Албанци      |             | 1           | 0,12%       |
| неопредељени | неопредељени |             | 1           | 0,12%       |
| непознато    | непознато    |             | 9           | 1,08%       |
| укупно: 832  |              |             |             |             |